# The Helping Hand
The Helping Hand è un cortometraggio muto del 1908 sceneggiato e diretto da David W. Griffith. Prodotto dalla American Mutoscope and Biograph Company, il film era interpretato da Flora Finch e da Linda Arvidson, che era moglie di Griffith.

## Produzione
Prodotto dalla American Mutoscope and Biograph Company, il film venne girato al Central Park di New York e negli studi della Biograph il 23 e il 27 novembre 1908.

## Distribuzione
Il copyright del film, richiesto dall'American Mutoscope and Biograph Co., fu registrato il 17 dicembre 1908 con il numero H120043.
Il film, un cortometraggio in una bobina conosciuto anche con il titolo The Scarlet Woman - fu distribuito nelle sale il 29 dicembre del 1908.
Non si conoscono copie ancora esistenti della pellicola che viene considerata presumibilmente perduta.